# Rhyacia obscurata
Rhyacia obscurata är en fjärilsart som beskrevs av Otto Staudinger 1901. Rhyacia obscurata ingår i släktet Rhyacia och familjen nattflyn. Inga underarter finns listade.